# Mascaradas en la provincia de Zamora
Las mascaradas de invierno son manifestaciones festivas arcaicas que tienen lugar en algunas localidades de la provincia de Zamora (Castilla y León, España).

## Características

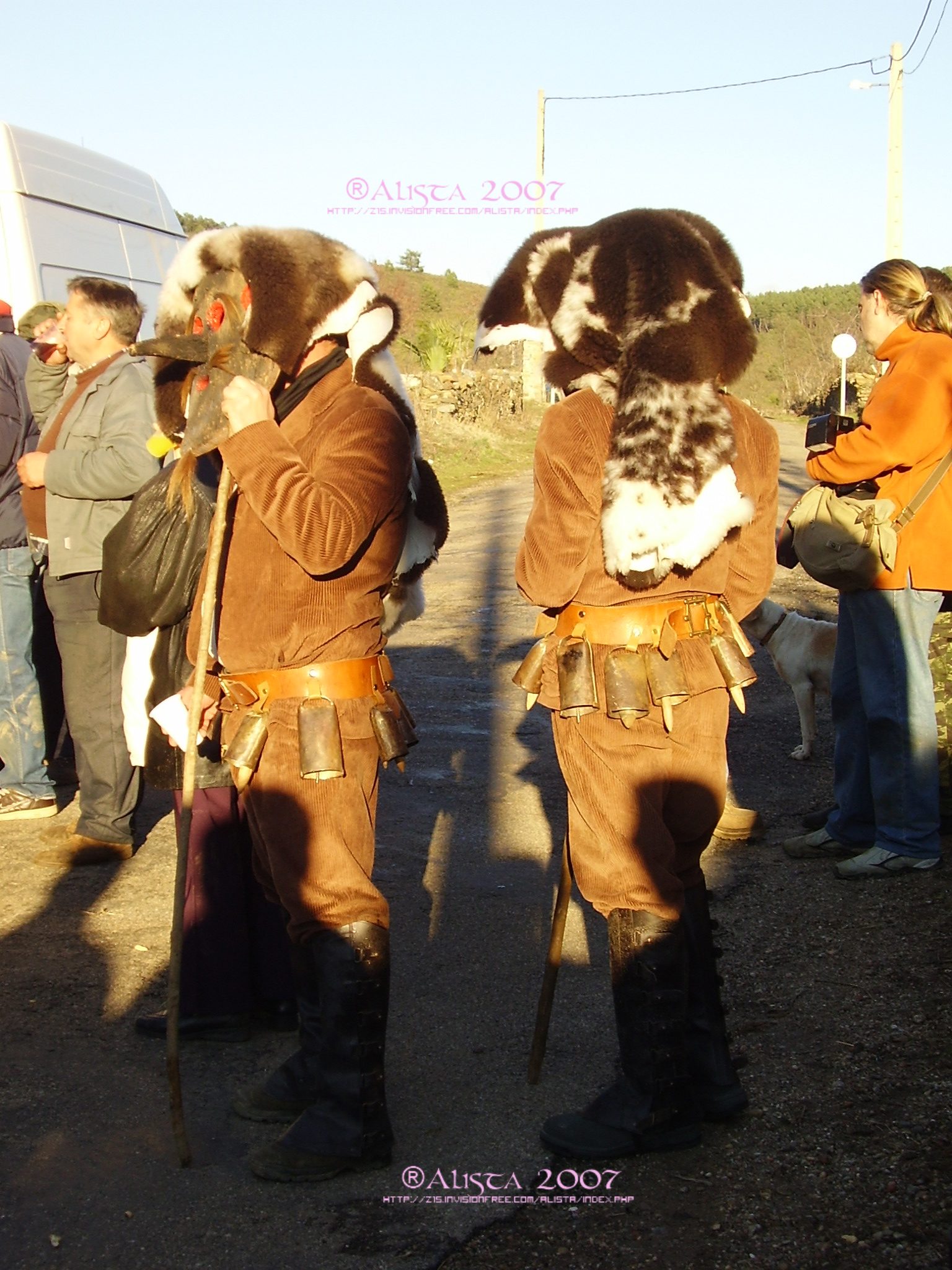
El Pajarico, acompañante del Caballico, de Villarino Tras la Sierra.

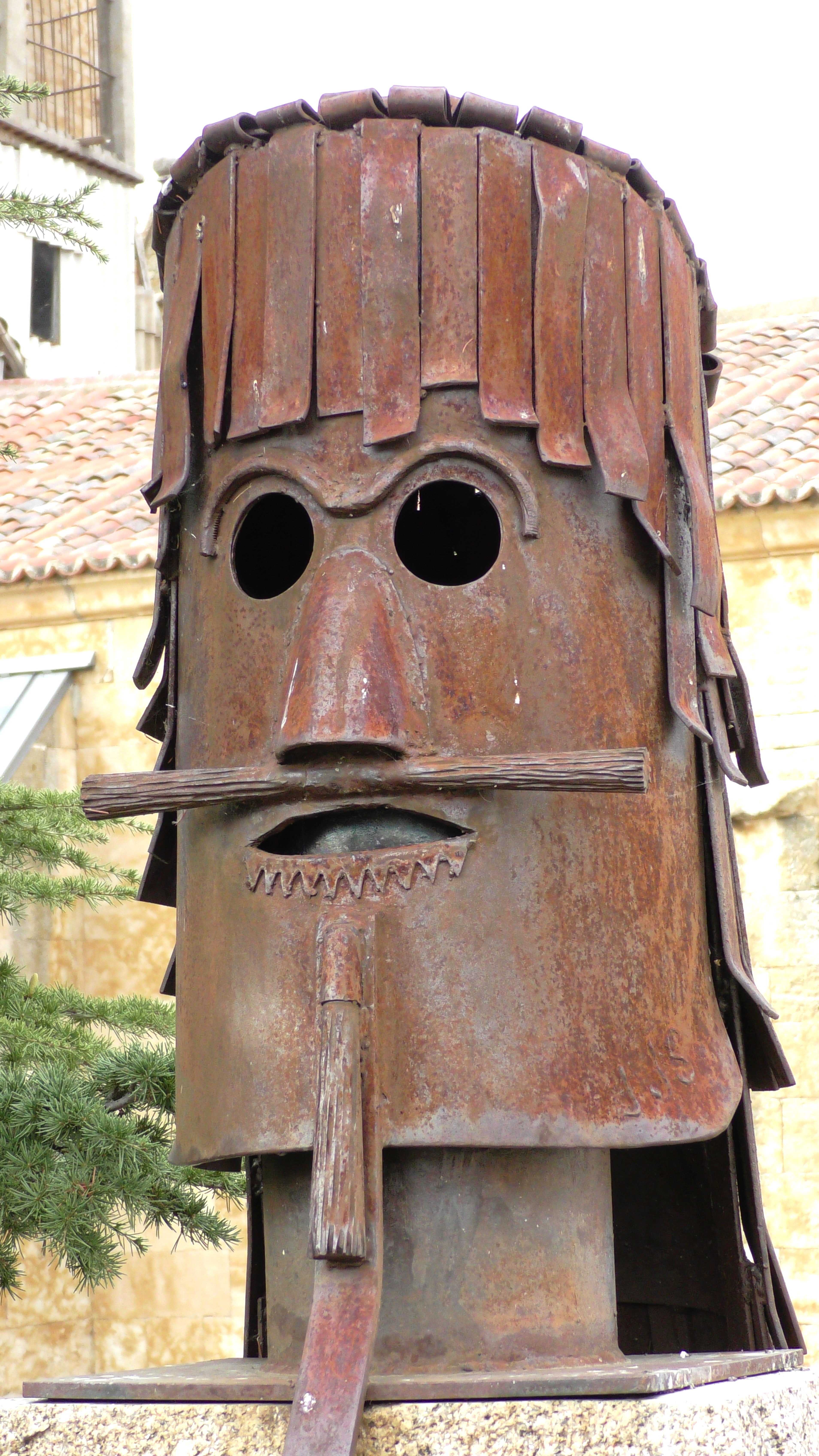
Escultura del Zangarrón en la plaza de la iglesia de Sanzoles. Escultor: José Javier Sánchez.

Las principales características diferenciadoras de las mascaradas de invierno de la provincia de Zamora, y en general de Castilla y León, son:
- La época de celebración, en origen, eran los denominados «Doce Días Mágicos» que van desde Navidad al Día de Reyes.[2] Por diversas razones, algunas de ellas se han trasladado a otras fechas.
- Uso generalizado de máscaras demoníacas o zoomorfas, incluyéndose también la opción de caras pintadas.
- Se utilizan cencerros, esquilas o campanillas, haciéndolas sonar constantemente por todas las calles como recurso purificador de los males de la localidad.
- Uso de instrumentos fustigadores (tenazas, cuernos, tridentes,...) y lanzamiento de diversos materiales (ceniza, paja, harina,...) o el roce con otros, como corchos quemados. Todos ellos tienen un sentido fertilizador.
- Los intervinientes suelen ser los mozos solteros, tanto en su organización como en su ejecución.
- Las mascaradas conllevan un rito de paso de los jóvenes de la localidad a la edad adulta, mostrando sus capacidades organizativas, de fuerza física y destreza.
- Se desarrollan en los espacios públicos de la propia localidad.
- Los intervinientes realizan peticione de aguinaldos por las casas del pueblo y con lo obtenido se orgnizan comidad restrictivas o comunales que simbolizan la unión de los miembros del grupo o de la comunidad.
- Coinciden en la generación de desorden, carreras, ruidos, gritos, saltos,..., que suelen representar el caos invernal de la naturaleza.
- Los rituales tienen una notable carga simbólica y de magia.
- En la época romana se conocía como "Kalendae Januariae" a la celebración con mascaradas o grupos de hombres disfrazados de diferentes modos.

## Mascaradas
| Localidad                | Municipio                | Denominación               | Fecha de celebración actual                                                  | Horario       | Participantes | Máscaras |
| ------------------------ | ------------------------ | -------------------------- | ---------------------------------------------------------------------------- | ------------- | --- | --- |
| Abejera                  | Riofrío de Aliste        | Los Cencerrones            | 1 de enero                                                                   | Por la tarde  | Cencerrón, Filandorra, ciego y Molacillo, gitano, pobre | El Cencerrón lleva una máscara demoníaca. Es de color negra con ojos rojos, cuernos de cabra y pieles recubriendo la cabeza. |
| Almeida de Sayago        | Almeida de Sayago        | La Vaca Bayona             | Domingo Gordo                                                                | Por la tarde  | Vaca Bayona, gañán y Pedro Pajas. | La Vaca Bayona consiste en un armazón triangular alargado y recubierto de tela negra. Al frente cuenta con un rostro de vaca con cuernos y adornado con un cencerro. En la parte posterior cuenta con un rabo. |
| Bercianos de Aliste      | San Vicente de la Cabeza | Desempadrinamiento         | Bodas                                                                        | Al atardecer  | Novio, padrino, mozos disfrazados y un burro. | Disfraces con ropas viejas que impiden ver el rostro. |
| Carbellino               | Carbellino               | La Vaca Bayona             | Sábado de Carnaval                                                           | Por la tarde  | Vaca Bayona y Gañán | La Vaca Bayona consiste en un armazón cubierto de tela negra, rostro de vaca con cuernos, cencerro y rabo posterior. |
| Ferreras de Arriba       | Ferreras de Arriba       | La Filandorra              | 26 de diciembre                                                              | Todo el día   | Feos: diablo y la Filandorra Guapos:galán y madama | Diablo: "carocha" de piel de cabra roja, con cuernos del mismo animal y rabo de vaca cayendo por detrás de la cabeza. Filandorra: Cara tiznada de negro y sombrero negro con cintas de colores. |
| Montamarta               | Montamarta               | El Zangarrón               | 1 y 6 de enero                                                               | Por la mañana | El Zangarrón | Máscara circular de corcho, con orificios para ojos y boca. Decorada con papeles de colores en su contorno y dos orejas de liebre. La máscara utilizada el 1 de enero es negra y roja la del día 6. |
| Palacios del Pan         | Palacios del Pan         | La Vaquilla                | Domingo Gordo                                                                | Por la tarde  | Vaquilla, cencerros y gitanos con patriarca. | Vaquilla: armazón cubierto con tela de costal, con cabeza de vaca con esquilón al frente y rabo de vaca por detrás. Cencerreros: llevan capucha de tela de costal, con una borla roja y adornos de cuero rojo cosidos. |
| Pereruela                | Pereruela                | La Vaca Antrueja           | Domingo Gordo                                                                | Por la tarde  | Vaca Antrueja, gañán, sembrador, obispillo, monaguillo, pelele, varias mujeres y dulzainero.                                                                                     | La Vaca Antrueja consiste en un armazón rectangular cubierto de tela negra y manta de cuadros. Al frente está la cabeza de vaca con melenas, cuernos y cencerro. En la parte posterior el rabo del animal. |
| Pobladura de Aliste      | Mahíde                   | La Obisparra               | 15 de agosto                                                                 | Por la tarde  | Dos bueyes, arador y gañán. Filandorra con niño (muñeco) y soldado. Ciego y mendigo. Piojoso, gaitero y tamborilero. Bailador y bailadora.                                       | Los bueyes llevan una tela basta simulando la cabeza del animal, con melenas de cuero, cuernos y uncidos al yugo con cornales. |
| Pozuelo de Tábara        | Pozuelo de Tábara        | El Tafarrón                | 25, 26 y 27 de diciembre                                                     | Por la tarde  | Tafarrón y madama. Dos alcaldes, cuatro mayordomos y cuatro entrantes. Gaitero y tamborilero.                                                                                    | El Tafarrón lleva una máscara de latón, pintada de negro, con bordes de ojos, boca, orejas y pómulos en rojo. Además incluye dos pequeños cuernos y orejas de liebre. |
| Riofrío de Aliste        | Riofrío de Aliste        | Los Carochos               | 1 de enero                                                                   | Todo el día   | Carochos: carocho grande y carocho chico Guapos: galán, madama con niño (muñeco), el del Cerrón y el del Tamboril Filandorros: molacillo, ciego, filandorra y gitano El del Lino | Carocho o diablo grande: lleva una máscara negra de corcho, con nariz y labios rojos, dientes blancos y colmillos de jabalí. La cabeza cubierta por lana de oveja. Carocho o diablo chico: lleva la cara tiznada de negro y largos pelos de cola de caballo o rabo de vaca sobre ella. |
| San Martín de Castañeda  | Galende                  | A Talanqueira o Visparra   | 5 de enero                                                                   | Por la tarde  | Dos talanqueiras, varios visparros, dama, cernadeiro y ciego | Talanqueiras: armazón sobre los hombros, cubierto con un lienzo y sobre él un mantillo rojo para el “touro” y amarillo o verde para la vaca. El armazón está decorado con la cabeza del astado y rabo por detrás. Visparros: van cubiertos por unas máscaras denominadas "calantroñas", que están hechas con telas de color con orificios para ojos, nariz y boca, y rematadas. Por detrás están rematadas con borlas y cintas de colores. Ciego: cuenta con una máscara de corcho o roja de cartón, recubierto en la paste posterior de la cabeza con una tela vieja. |
| San Vicente de la Cabeza | San Vicente de la Cabeza | El Atenazador              | 11 de agosto                                                                 | Por la tarde  | Tres atenazadores, la filandorra, una pareja de novios, cuatro pobres, gaitero y tamborilero                                                                                     | Atenazadores: llevan máscaras de corcho y cubren el resto de la cabeza con trapos viejos y sobre ellos piel de animal. Filandorra: lleva la cara tiznada de negro. |
| Sanzoles                 | Sanzoles                 | El Zangarrón               | 26 de diciembre                                                              | Por la mañana | Zangarrón, dos mayordomos, cuatro bailonas, dos tocadores, tres asadores y gaitero                                                                                               | Zangarrón: lleva máscara de cuero negro. Está decorado con nariz roja, cejas, bigote y barba blancos, además de un penacho de cintas de colores. |
| Sarracín de Aliste       | Riofrío de Aliste        | Los Diablos                | 1 de enero                                                                   | Todo el día   | Diablos (diablo grande y diablo chico),filandorra con niño (muñeco) y rullón. Ciego (obispo) y molacillo (monaguillo). Madama y galán. Los del saco. Gaitero y tamborilero.      | Diablo Grande: lleva una máscara negra de corcho. La perforación para los ojos y labios está rodeada con un cerco rojo. Además lleva cuernos de cabra y colmillos de jabalí. El resto de la cabeza está cubierto con piel de cabra o de cordero. Diablo chico: lleva la cara tiznada, con una peluca larga y cuernos de cabra. |
| Tábara                   | Tábara                   | Corpus Christi             | Corpus Christi, romería de San Mamés, virgen del Carmen y día de la Asunción | Por la mañana | Birria y ocho danzantes | Birria: lleva una máscara de cuero, con nariz pronunciada y piel que le cae por la espalda simulando la antigua de lobo o zorro |
| La Torre de Aliste       | Mahíde                   | La Obisparra               | Mediados de agosto                                                           | Por la tarde  | Dos diabluchos, sembrador, criado o gañán, dos chotos,arador, filandorra, soldado, piojoso, ciego y criado, bailador y bailadora, gaiteros y tamborilero                         | Diabluchos: llevan la cara tiznada de negro. La cabeza y la espalda está cubierta con una piel de oveja. Ciego: con gafas de corcho, barbas blancas y sombrero de paja. Piojoso: lleva sombrero del que cuelgan tiras de trapos que le tapan la cara |
| Villanueva de Valrojo    | Ferreras de Arriba       | Carnavales                 | Del domingo al martes de carnaval                                            | Tarde y noche | Diablos y cencerros | Diablos: llevan máscaras de corcho, con adornos metálicos y de cuero, cuernos y pieles de animales. Cencerros: máscaras de colores. |
| Villarino Tras la Sierra | Trabazos                 | El Pajarico y el Caballico | 26 de diciembre                                                              | Por la tarde  | Dos caballicos, el pajarico, el mayordomo de la cofradía y dos zamarrones | Caballicos: las máscaras son de madera pintadas de negro y rojo, con la cabeza cubierta con trapos. Zamarrones: con máscaras de corcho y cabeza cubierta de pieles de animal. Las máscaras están decoradas con una nariz larga y además se han pintado los contornos de boca, ojos y sienes de rojo, junto con cejas, bigote y barbita de cerdas de animal. |